# Dreiländereck von Deutschland, Österreich und der Schweiz
Im Bodensee, einem internationalen Gewässer, genauer an seinem östlichen Beginn, bilden Gebiete der drei Nachbarstaaten Deutschland, Österreich und der Schweiz das häufig so genannte Dreiländereck:
- Im geografisch engeren Sinn bildet sich das Dreieck erst auf der Wasserfläche des Sees ab, weil die drei Staatsgrenzen hier innerhalb von undefinierten, gemeinsamen Hoheitsgebieten auf einander zulaufen.

- regional: Die Region am östlichen Bodensee wird oft als Dreiländereck bezeichnet, weil hier die Grenzen von Deutschland, Österreich und der Schweiz dicht zusammenkommen.

- Im nachbarschaftlichen und politischen Sprachgebrauch geht es dabei jedoch seit langer Zeit um eine viele weitere Region, zu der im Uhrzeigersinn Gebiete in den deutschen Ländern Württemberg, Bayern, in dem österreichischen Land Vorarlberg und dem schweizer Kanton St. Gallen gezählt werden. In der Zeit vor 1949 bzw. 1918 handelte es sich dabei um Gebiete der entsprechenden Monarchien.

Gelegentlich werden dabei auch Teile von Tirol und Liechtenstein als zu einer Kulturlandschaft zusammengehörende Teile berücksichtigt. Insbesondere dann, wenn aus touristischen Erwägungen über das noch weitere Gebiet der Vierländerregion um den Bodensee gesprochen wird.
Geprägt ist das Gebiet traditionell durch vielfältige Handelsbeziehungen über die Grenzen verschiedener Herrschaften hinweg. Hauptgewässer ist der Rhein. Hinzu kommen durch die Nähe der südlich anliegenden Alpen einige Transportwege in Nord-Süd-Richtung bzw. entlang der Nord- und Südufer des Bodensees. Auch nach Osten gibt es entsprechende Fortsetzungen.

## Agglomerationen, regionale Planungseinheiten
- Bregenz - Dornbirn
- Euregio Bodensee
- Internationale Bodenseekonferenz[3] (gegr. 1972; IBK)
- Lindau - Memmingen - Friedrichshafen - Ulm (bahntechnisch)
- Regionalverband Bodensee-Oberschwaben
- St. Gallen - Romanshorn - Rorschach - St. Margarethen
- S-Bahn-Planung
- Verein St. Galler Rheintal (Planung auch für das nach Süden anschließende Gebiet vom Alpenrheintal)

## Geografische Zuordnungen, Abgrenzungen
Unterschiedlich weite Kreise werden um die Orte Bregenz, Lindau (Bodensee) und St. Gallen zur Beschreibung des Dreiecks gezogen. Landschaftlich prägend ist der aus den Alpen nordwärts fließende Rhein, hier zunächst noch Alpenrhein, der in der Moränenlandschaft, in der durch den Fluss der Bodensee entstand, beim Abfließen ca. 100 km nach Westen versetzt wird. Dann fließt dieser weiter in Richtung Nordsee und entwässert den Westen Deutschlands. Nur wenige Kilometer nördlich entwässert die am Ostrand des Schwarzwaldes entsprungene Donau am Nordrand der Alpen entlang in Richtung Südosten. Bayern/Schwaben liegt im Spannungsfeld dieser gegensätzlichen Strömungsrichtungen. Das Dreiländereck geht ohne eindeutige Begrenzungen nordöstlich in das Allgäu über. Südöstlich schließt Tirol an; südwestlich die Zentralschweiz. Westlich lag historisch das habsburgische Vorderösterreich bis zum Rheingraben.

Zugstrecken in der Region, nun als S-Bahnen der ÖBB

## Transportwege durch die Region
- Eisenbahn
  - Bayerische Ludwig-Süd-Nord-Bahn (1854)
  - Rheintal-Express (1995–2018)
  - Rorschach nach Rheineck und Chur (Rheintal; eröffnet 1857)
  - S-Bahn St. Gallen
  - S1 der Vorarlbergbahn der ÖBB
  - Vorarlbergbahn (u. a. Bahnstrecke Bludenz-Bregenz; mit Ausbau bis Lindau im Bodensee; 1872), Arlbergbahn (1884); teilweise Vorgängerin: privil. k. u. k. Vorarlberger Bahn (1871)
  - Württembergische Südbahn (Gesetz von 1843)

- Autobahnen / Straßen
  - Arlbergstraße (als Saumpfad 1309) / Österr. Landesstraße B197, Arlberg-Straßentunnel
  - A 14 / Pfändertunnel / BAB 96
  - Lindauer / Mailänder Bote (14.— 19. Jhdt.)
  - Bus Ostschweiz

- Flugplätze
  - Altenrhein • Flughafen Friedrichshafen (auch: Bodensee-Airport) • Flughafen Memmingen • Flugplatz Rothkreuz-Weißensberg

- Schiffsverbindungen
  - Bodensee-Schifffahrt (VSU) 1952 entstanden aus Vereinigten Dampfschifffahrts-Verwaltungen
  - Bodensee-Trajekte (Gütertransporte)
  - Nord-Südfähren: Lindau/Friedrichshafen —Rorschach/Romanshorn

- Der Alpenraum in Europa

## Wechselnde Grenzregime
Historisch gab es in der Region wiederholt Grenzstreitigkeiten oder Abgrenzungen, die das nachbarschaftliche Zusammengehörigkeitsgefühl zeitweise belasteten.
- Ansiedlungen zur Urbarmachung und in Randbereichen (Klostergründungen, Walser, jüdische Siedlungen)
- Das habsburgische Vorderösterreich war vom 14. bis in das 19. Jahrhundert Teil des Heiligen Römischen Reiches bzw. des kurzzeitigen Kaisertums Österreich.
- St. Gallen, historische Fürstabtei
- Phase der Reichsgründung / Gründung der Eidgenossenschaft / Bund ob dem See um 1400
- Bauernkrieg, Schwäbischer Bund
- Zeitalter der Gegenreformation, Tetrapolitana, Dreißigjähriger Krieg
- Napoleonische Staatengründungen gegen die Vormacht Habsburgs; Lindau wird bayerisch[5]
- Österreichs Besetzung zur Zeit des Nationalsozialismus, Flucht aus dem NS-Machtbereich[6]
- Die Haldentheorie zu den Grenzen am Seegrund und der -oberfläche betont den Verzicht auf eindeutige Grenzziehungen der drei Anrainerstaaten.[7]